# نائه کارانفیل
نائه کارانفیل (رومانیایی: Nae Caranfil؛ ‏ تلفظ رومانیایی: [ˈna.e karanˈfil]؛ زادهٔ ۷ سپتامبر ۱۹۶۰) کارگردان فیلم، فیلم‌نامه‌نویس و بازیگر اهل رومانی است.

## گزیده فیلم‌شناسی
از فیلم‌هایی که وی در آن‌ها نقش داشته‌است، می‌توان به نیکوکاری، باقی سکوت است و نزدیک‌تر به ماه اشاره نمود.